# بريان رينا
بريان رينا (بالإسبانية: Bryan Reyna)‏ هو لاعب كرة قدم بيروفي، ولد في 23 أغسطس 1998 في ليما في بيرو. لعب مع ريال مايوركا.

## وصلات خارجية
- بريان رينا على موقع إي إس بي إن إف سي (الإنجليزية)
- بريان رينا على موقع قاعدة بيانات كرة القدم.إي يو (الإنجليزية)
- بريان رينا على موقع ناشيونال فوتبول تيمز (الإنجليزية)
- بريان رينا على موقع Soccerbase.com (لاعب) (الإنجليزية)
- بريان رينا على موقع Soccerway.com (الإنجليزية)
- بريان رينا على موقع عالم كرة القدم.نت (الإنجليزية)